# Kamień runiczny z Glavendrup

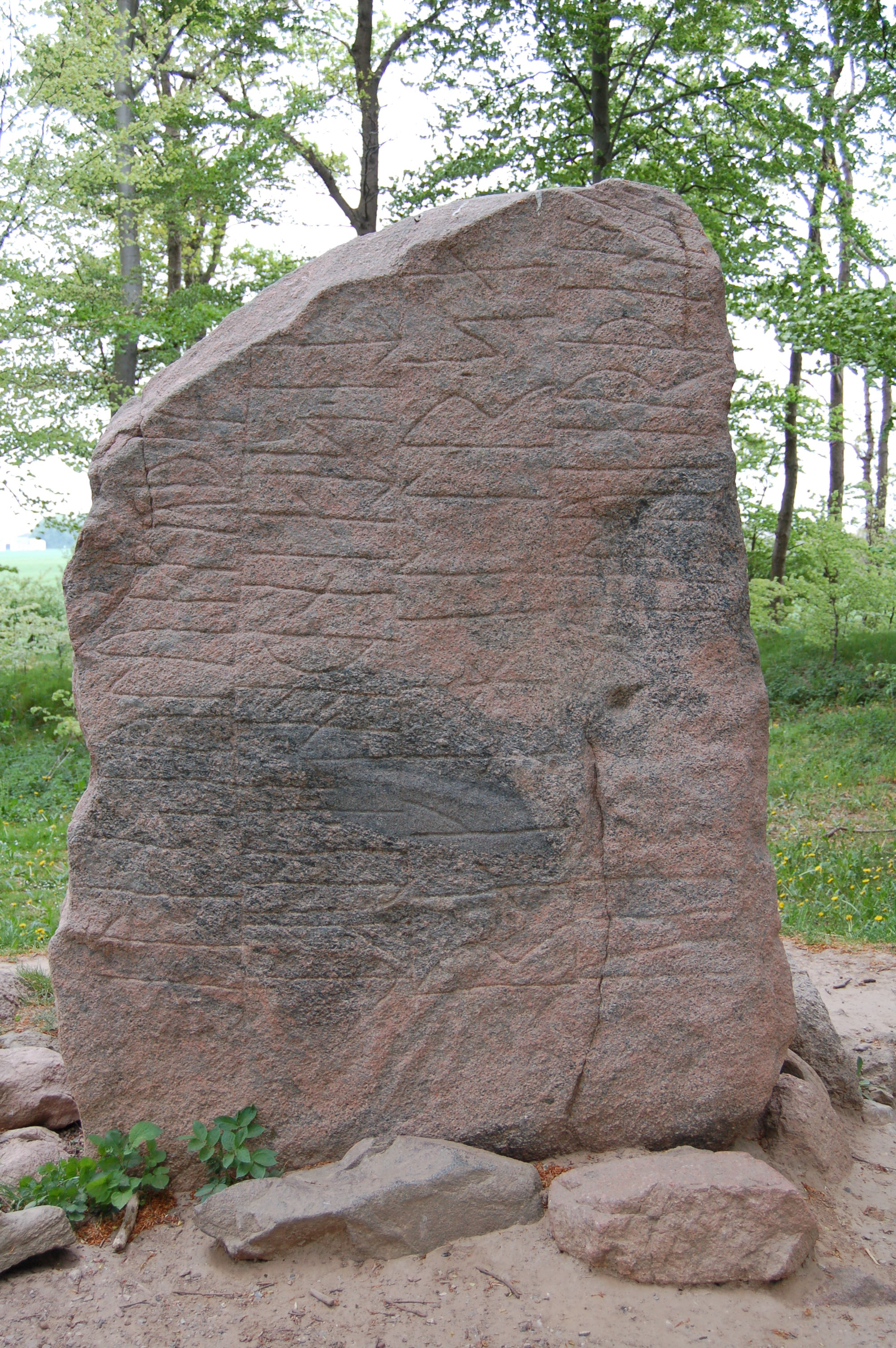
Kamień runiczny z Glavendrup, ściana frontowa

Kamień runiczny z Glavendrup (DR 209) – pochodzący z początku X wieku kamień runiczny, znajdujący się w zagajniku w północnej części duńskiej wyspy Fionia. Wyryta na nim 210-znakowa inskrypcja runiczna jest najdłuższą w Danii. 
Granitowy głaz ma wysokość 188 cm i szerokość 142–159 cm. Został odkryty w 1794 roku, przysypany zwałami piasku. W 1808 roku uratowany przed zniszczeniem przez archeologa Vedela Simonssena, który zapobiegł wykorzystaniu go do celów budowlanych. Kamień stanowi część większej grupy megalitów kamiennych, ułożonych w kształt łodzi. W epoce wikińskiej w miejscu tym znajdował się święty gaj. W trakcie prac archeologicznych przy megalitach odkryto dziewięć grobów, wszystkie jednak były puste.
Zgodnie z treścią wyrytego napisu, głaz wystawiony został ku czci godhiego, kapłana religii pogańskich Skandynawów, przez członków jego najbliższej rodziny. Inskrypcja pokrywa trzy strony kamienia i pisana jest bustrofedonem. Jej treść głosi:
raknhiltr ' sa¶ti ' stain þonsi ' auft ¶ ala ' saulua kuþa ¶ uial(i)þs haiþuiarþan þia¶kn
ala ' suniR ' karþu ¶ kubl ' þausi ' aft ' faþur ¶ sin ' auk ' hons ' kuna ' auft ¶ uar ' sin ' in ' suti ' raist ' run¶aR ' þasi ' aft ' trutin ' sin ¶ þur ' uiki ' þasi ' runaR
at ' rita ' sa ' uarþi ' is ' stain þansi ¶ ailti ' iþa aft ' onon ' traki
co znaczy:
Ragnhilda wystawiła ten głaz dla Alli Bladego jako chwalebny znak godhiego, naszego pasterza. Pomnik ten wznieśli synowie dla swego ojca oraz żona dla swego męża, zaś Sote wyrzeźbił te runy dla swego pana. Niechaj Thor uświęci te runy i niech nie zazna spokoju po śmierci ten, kto waży się zbezcześcić grobowiec lub zabrać kamień z tego miejsca dla wystawienia go ku pamięci kogoś innego.
Napis wiązany jest z podobnie brzmiącą inskrypcją wyrytą na kamieniu z Tryggevælde.

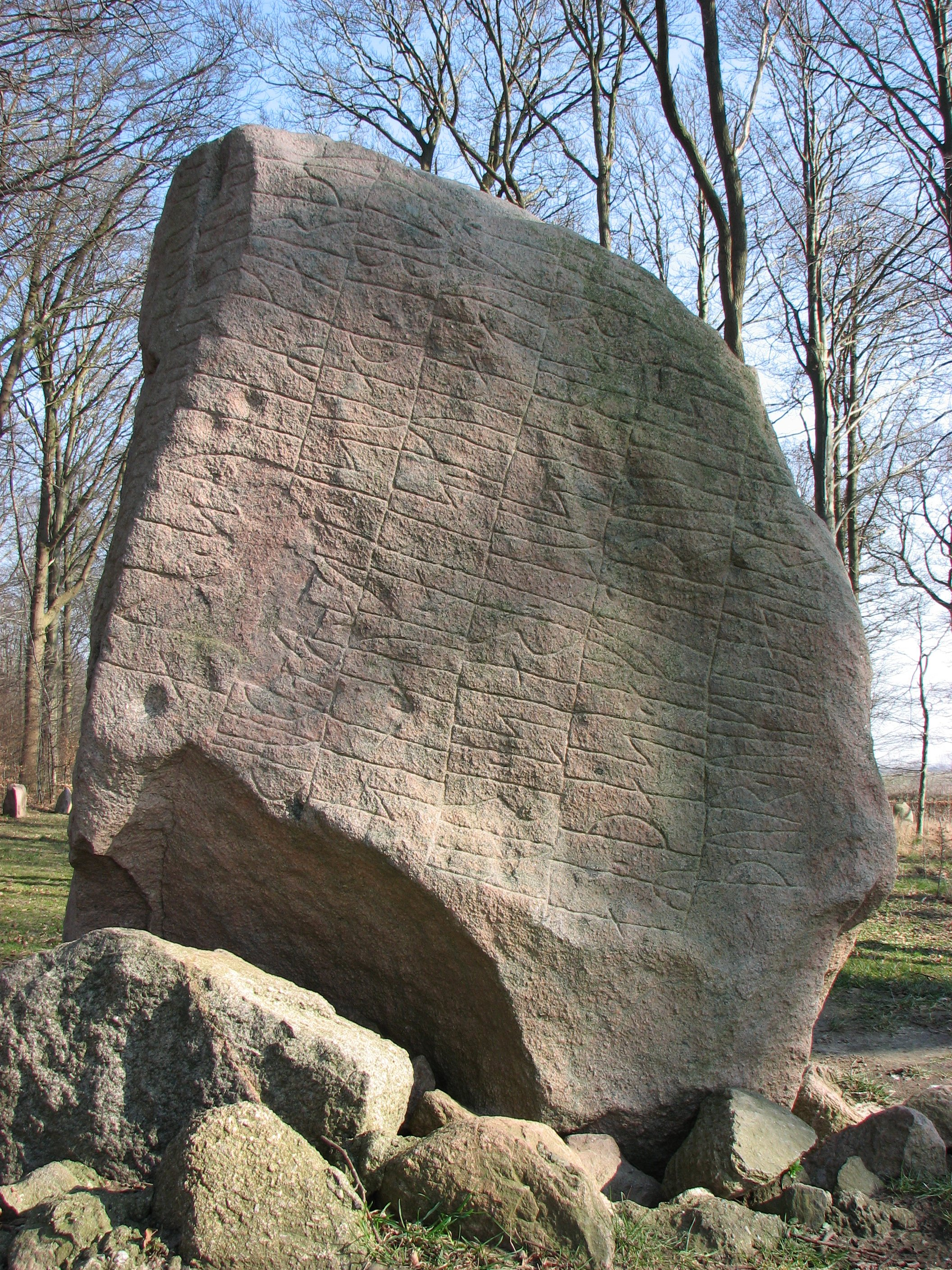
Ściana tylna kamienia
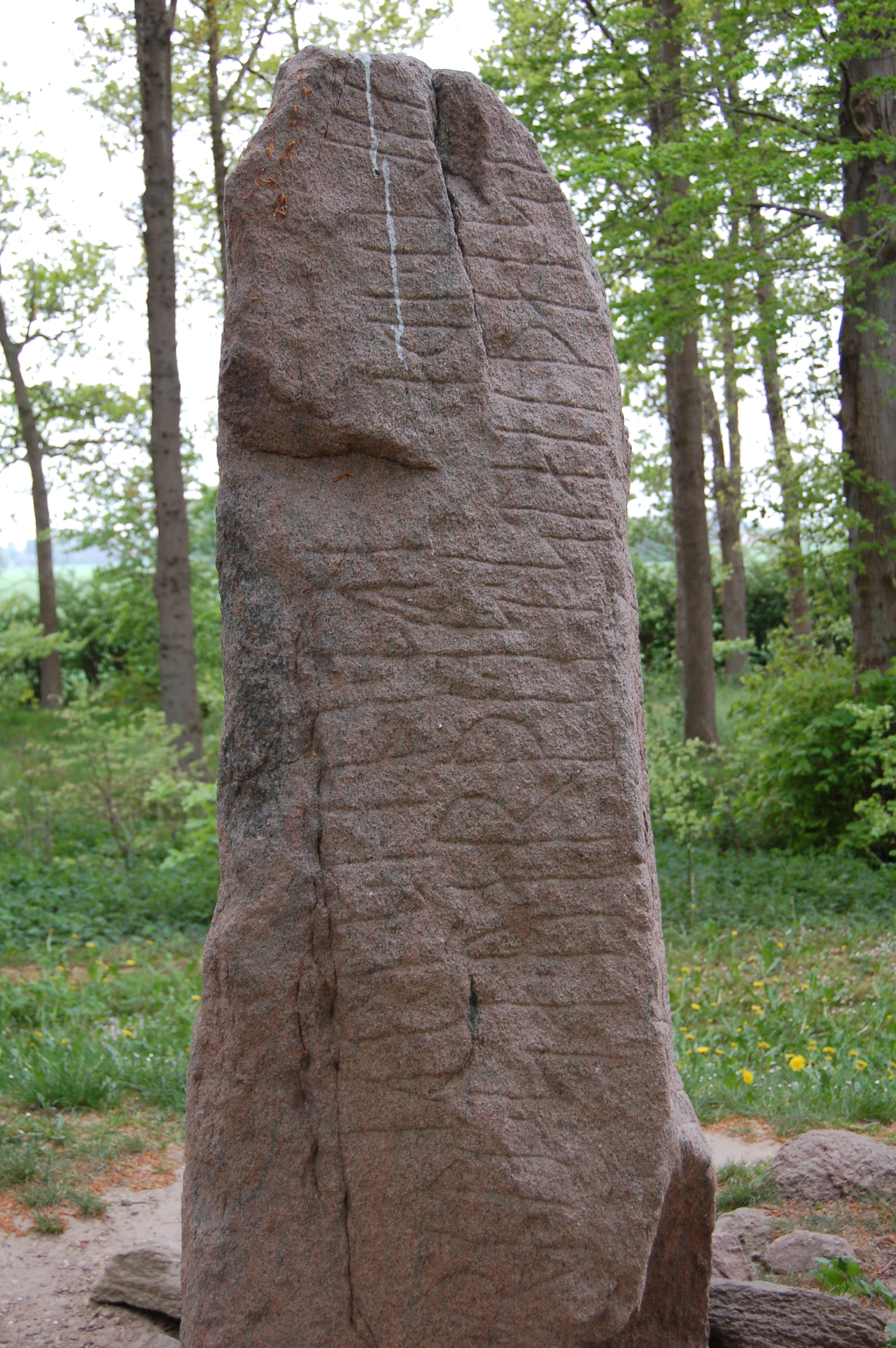
Ściana boczna kamienia
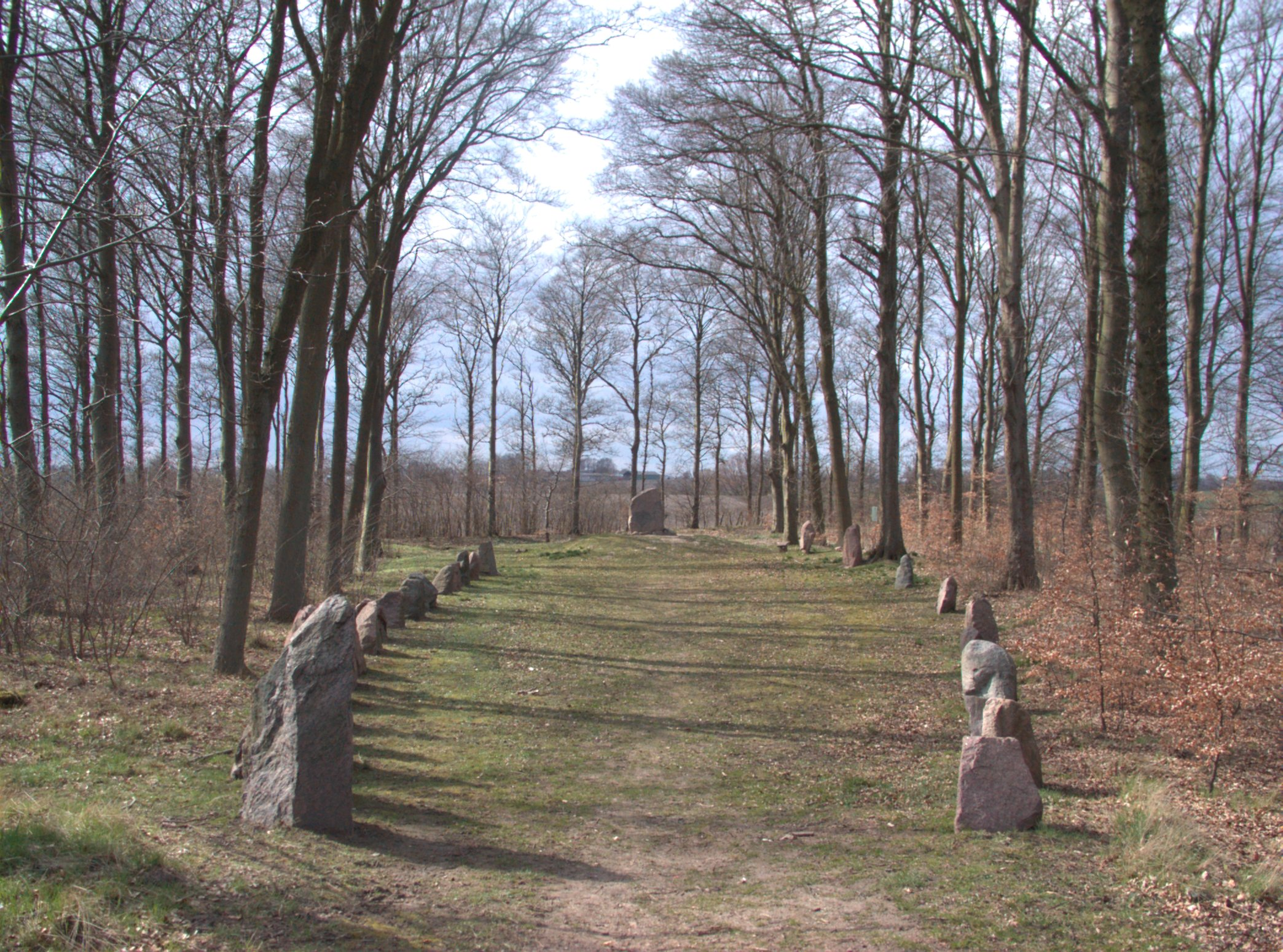
Kompozycja megalityczna